# رباط رضفي
الرِّباطُ الرَّضَفِيّ(بالإنجليزية: Patellar ligament)‏ هو الجزء القاصي من الوتر المشترك للعضلة الرباعية، والذي يمتد من الرضفة إلى أحدوبة الظنبوب. يُسمى أحياناً وتر الرضفة كونه امتداد لوتر العضلة الرباعية.

## التركيب والبنى
الرباط الرضفي هو رباط قوي ومسطح، والذي ينشأ من قمة الرضفة على نحو متقارب من هوامش الرضفة والمنخفض الخشن على سطحها الخلفي. من الأسفل، فإنه ينغرز على أحدوبة الظنبوب، أليافه السطحية تمتد على الجزء الأمامي من الرضفة مع وتر العضلة الرباعية.
يبلغ طول الرباط حوالي 4.5 سم في البالغين (يتراوح بين 3 إلى 6 سم).
الأجزاء الإنسية والجانبية لوتر العضلة الرباعية. تمر على جانبي الرضفة ليتم غرزها في الطرف العلوي من الساق على جانبي الأحدوبة. هذه الأجزاء تندمج في الكبسولة، كما ذكر أعلاه، وتشكل قيد الرضفة الإنسي والجانبي.
يتم فصل السطح الخلفي للرباط الرضفي عن الغشاء الزلالي للمفصل بواسطة وسادة دهنية كبيرة تحت الرضفة، وعن الساق بواسطة جراب زلالي.

## الأهمية الإكلنيكية
من الممكن أن يلحق الوتر الرضفي أذية في ما تُعرف الحالة باسم قطع الوتر الرضفي.
ويمكن استخدامه كمصدر نسيجي في إصلاح الأربطة الأخرى، كحالة الرباط الصليبي الأمامي الممزق، يمكن استخدام الرباط الرضفي في عملية إعادة التأهيل.عن طريق استئصال الثلث الأوسط من الرباط الرضفي وإدخاله من خلال الأنفاق التي يتم حفرها في عظمتي الفخذ وقصبة الساق. ثم يتم سحب جزء الرباط الرضفي من خلال هذه الأنفاق في العظام، ويُثبت على العظام عن طريق مسامير. فترة النقاهة تستغرق حوالي 4-6 أشهر بعد الانتهاء من الجراحة. هذه الطريقة لإعادة التأهيل من الرباط الرضفي كانت المعيار الذهبي لترقيع الرباط الصليبي الأمامي، وما زالت تعتبر الطريقة المفضلة.
من الممكن أن يحدث داء أوزغود-شلاتر عند مغرز الرباط الرضفي.

## صور إضافية

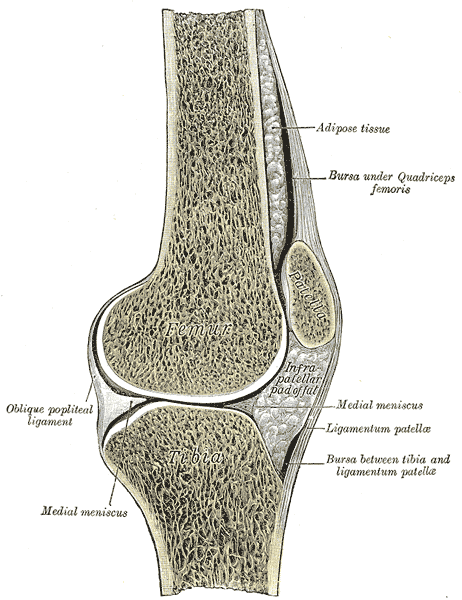
مقطع سهمي لمفصل الركبة اليمين.
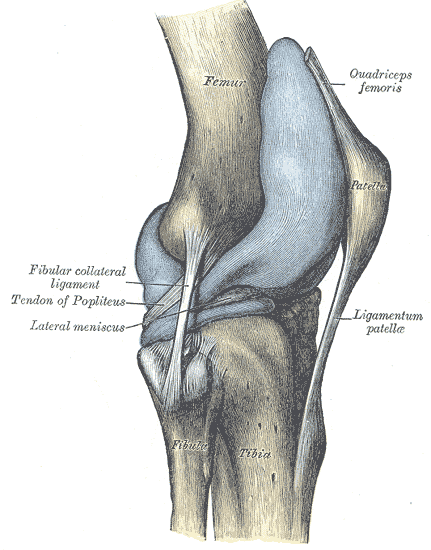
كبسولة من مفصل الركبة اليمنى (منتفخ).منظر جانبي.
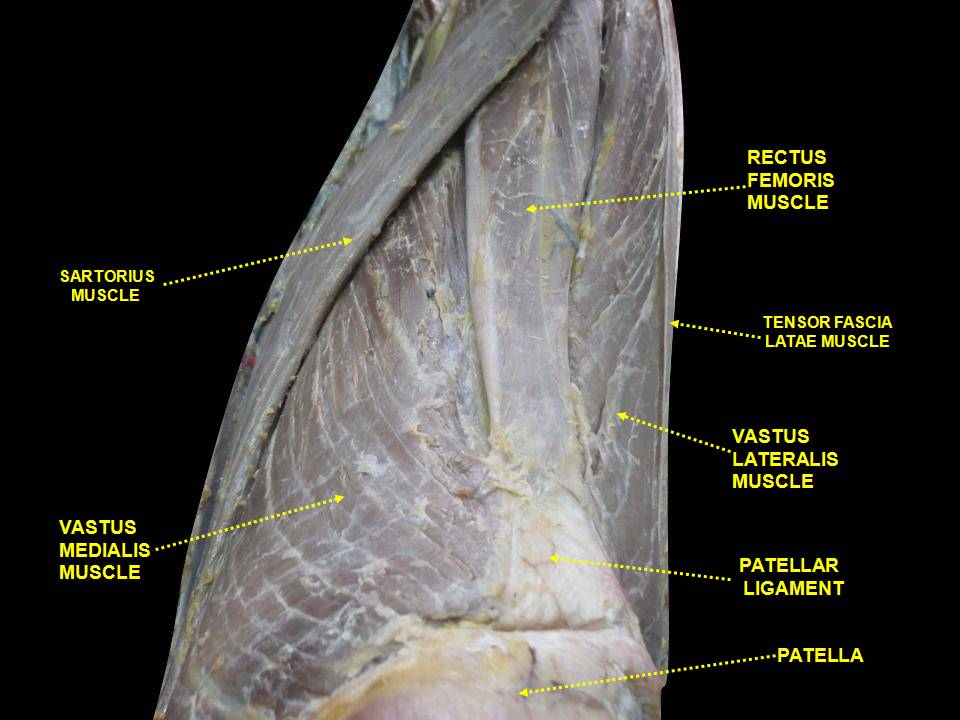
منظر أمامي لتشريح الرباط الرضفي.